# Сабор у Сремским Карловцима 1837.
На сабору 1837. год. у Сремским Карловцима за митрополита је изабран владика бачки Стефан Станковић. Сабор је одржан пошто није било сабора за време владавине аустриског цара Франца ни пошто је Стефан Стратимировић умро.
Присутно је било 6 епископа и 75 депутата са простора 8 епархија.